# Tsukuba-Klasse
Die Tsukuba-Klasse (japanisch 筑波型 巡洋戦艦 Tsukuba-gata jun'yōsenkan) war eine Klasse von zwei Panzerkreuzern (Sōkō jun'yōkan), die in der ersten Dekade des 20. Jahrhunderts für die Kaiserliche Japanische Marine gebaut wurden. Die Konstruktion der Kreuzer begann während des Russisch-Japanischen Krieges 1904–1905 und wurde von den japanischen Erfahrungen während des Krieges beeinflusst. Die britische Entwicklung des Schlachtkreuzers ein Jahr nach Fertigstellung der Tsukuba machten sie und ihr Schwesterschiff auf einen Schlag obsolet, weil sie langsamer und schwächer bewaffnet waren als die britischen und später auch deutschen Schlachtkreuzer. Trotzdem wurden die Tsukuba und die Ikoma 1912 von der japanischen Marine zu Schlachtkreuzern umklassifiziert.
Im Ersten Weltkrieg spielten beide Schiffe nur eine kleine Rolle, als sie Ende 1914 vergeblich das deutsche Ostasiengeschwader verfolgten. Im weiteren Verlauf des Krieges wurden sie zu Schulschiffen umklassifiziert. Am 14. Januar 1917 wurde die Tsukuba in Yokosuka durch eine Magazinexplosion in relativ flachem Wasser zerstört und später abgewrackt. Die Ikoma wurde 1922 gemäß den Bedingungen des Washingtoner Flottenabkommens entwaffnet und 1924 abgewrackt.

## Hintergrund

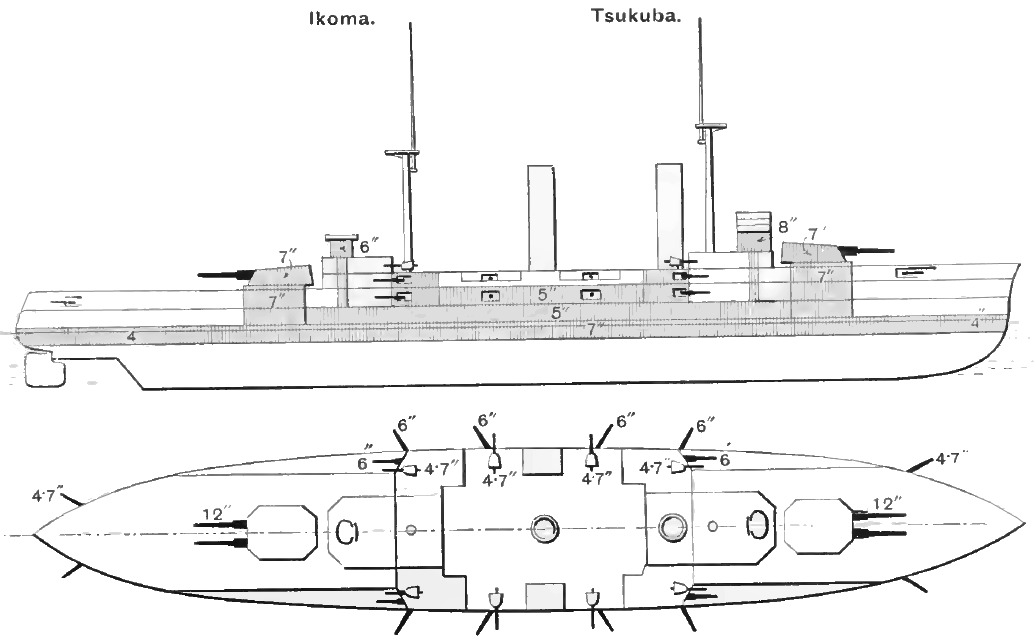
Zeichnung der Tsukuba-Klasse aus Brassey's Naval Annual 1915

Etwa einen Monat nach dem Beginn des Russisch-Japanischen Krieges im Februar 1904 genehmigte das japanische Parlament (国会議事堂 – Kokkai gijidō) einen befristeten Sonderhaushalt von 48.465.631 Yen mit einer Laufzeit bis zum Ende des Krieges. Darin enthalten war ein Marine-Ergänzungsprogramm, mit dem der Bau von zwei Schlachtschiffen, vier Panzerkreuzern und anderen Schiffen finanziert wurde. Zwei der Panzerkreuzer waren die Schiffe der Tsukuba Klasse, die am 2. Juni 1904 bestellt wurden.
Basierend auf den Erfahrungen bei der Seeschlacht im Gelben Meer im August 1904, bei der die Russen das Feuer auf Entfernungen eröffneten, die weit über das hinausgingen, was vor dem Krieg erwartet worden war, entschied die Kaiserliche Japanische Marine diese Schiffe mit 30,5-cm-Geschützen mit der Kaliberlänge 45 (= 13,725 m lang) auszurüsten, die eine größere Reichweite hatten, als die 30,5-cm-Geschütze mit der Kaliberlänge 40 (= 12,2 m lang) auf den japanischen Schlachtschiffen. Die Steigerung der Bewaffnung wurde auch durch eine Änderung in der japanischen Doktrin gerechtfertigt, bei der diese Panzerkreuzer jetzt mit den Linienschiffen in einer Kiellinie fahren sollten, um von dort die gegnerischen Panzerkreuzer niederzukämpfen. Für eine kurze Zeit waren die Tsukubas die stärksten Kreuzer, die weltweit im Dienst standen. Bei der Fertigstellung der britischen Schlachtkreuzer der Invincible-Klasse im Jahre 1908 verloren sie allerdings diesen Rang. Sie waren auch die ersten Großkampfschiffe, die ausschließlich in Japan entworfen und auf einer japanischen Werft gebaut wurden.
Diese Art von Kriegsschiffen mit der Geschwindigkeit eines Kreuzers und der Feuerkraft und einer ähnlichen Panzerung wie ein Schlachtschiff wurde vom Ersten Seelord John Fisher befürwortet, der später im Jahr 1908 in Großbritannien den Begriff „Schlachtkreuzer“ für diesen Typ prägte.

## Entwurf und Beschreibung
Das Design der Tsukuba-Klasse war dem der britischen Panzerkreuzer der Cressy-Klasse sehr ähnlich, allerdings waren sie 1.780 t schwerer. Die japanischen Schiffe waren kürzer und breiter, aber die Form des Rumpfes und die Positionierung der Bewaffnung waren fast identisch, obwohl der traditionelle Bug mit einem Rammsporn durch einen Klipperbug ersetzt wurde. Durch den Einbau der stärkeren Miyabara-Wasserrohrkessel konnte die Anzahl der Kessel von 30 in den britischen Schiffen auf 20 bei der Tsukuba-Klasse reduziert werden, ohne dass es zu einem Leistungsverlust oder zu geringerer Geschwindigkeit kam. Dies verringerte die Länge der Maschine und ermöglichte die Unterbringung der größeren Geschütze und ihrer Munition.
Die Schiffe hatten eine Gesamtlänge von 137,2 m, an der Wasserlinie von 134,1 m, eine Breite von 22,9 m und einen Tiefgang von 7,9 m. Sie hatten eine Standardverdrängung von 13.750 t, mit Treibstoff und Ausrüstung von 15.400 t und eine metazentrische Höhe von 1,34 m, was sie zu schlechten Artillerieplattformen machte, da sie zum Schlingern neigten. Die Besatzung bestand aus 820 Offizieren und Mannschaften.
Die Schiffe der Tsukuba-Klasse hatten zwei Vierzylinder Verbunddampfmaschinen, die jede eine Antriebswelle antrieben. Dampf für die Motoren lieferten 20 Miyabara-Kessel mit einem Arbeitsdruck von 16,8 kg/cm2. Die Maschinen leisteten 15.300 kW für eine Geschwindigkeit von 20,5 kn (38 km/h). Während der Testfahrten erreichten die Schiffe zwischen 20,4 und 21,6 kn (37,8 – 40,0 km/h) mit 16.910 – 17.340 kW. Die Schiffe der Tsukuba-Klasse waren die ersten Schiffe der Kaiserlich Japanischen Marine, die Heizöl nutzten, das für zusätzliche Energie auf die Kohle gesprüht wurde. Sie hatten 1.942 t Kohle und 160 t Heizöl an Bord.

### Bewaffnung
Die Panzerkreuzer der Tsukuba-Klasse waren mit vier Geschützen von der britischen Elswick Ordnance Company mit dem Kaliber 30,5 cm und einer Kaliberlänge von 45 bewaffnet. Die Geschütze waren in hydraulisch angetriebenen Doppelgeschütztürmen, jeweils je einer vor und hinter den Aufbauten. Die Kanonen hatten eine Elevation von −3° bis +23° und wurden normalerweise in einem Winkel von +5° geladen, obwohl das Laden in jedem Winkel bis zu +13° theoretisch möglich war. Die Geschosse wogen 386 kg und bei einer Mündungsgeschwindigkeit von 850 m/s erreichten sie mit panzerbrechenden Granaten eine Schussweite von 22.000 m. Die Mittelartillerie bestand aus zwölf „Pattern GG 45-caliber“ 15,2-cm-Geschützen in gepanzerten Kasematten auf dem Mittel- und Hauptdeck. Die acht Geschütze im Mitteldeck waren nah an der Wasserlinie und konnten bei schlechtem Wetter nicht benutzt werden. Ihre 45,4 kg schweren panzerbrechenden Granaten wurden mit einer Mündungsgeschwindigkeit von 825 m/s abgefeuert und hatten eine Reichweite von 14,8 km.
Die Nahverteidigung gegen Torpedoboote bestand aus zwölf 12 cm Schiffsgeschützen. Vier davon wurden in Kasematten im Bug und Heck der Schiffe eingebaut, während die restlichen auf dem Oberdeck positioniert und durch Schutzschilde geschützt waren. Diese Geschütze verschossen 20,4 kg schwere panzerbrechende Granaten bei einer Mündungsgeschwindigkeit von 660 m/s ca. 9 km weit. Außerdem waren noch vier 7,62-cm-Geschütze an Bord. Diese Geschütze verfeuerten 5,7 kg schwere Granaten mit einer Mündungsgeschwindigkeit von 719 m/s. Die Kreuzer waren außerdem noch mit drei Unterwassertorpedorohren ausgerüstet, je eines in den Breitseiten und eins im Heck. Alle Torpedorohre der Tsukuba und das Heckrohr der Ikoma hatten das Kaliber 45,7 cm, während die Torpedorohre an den Seiten der Ikoma das Kaliber 53,3 cm hatten.

### Panzerung

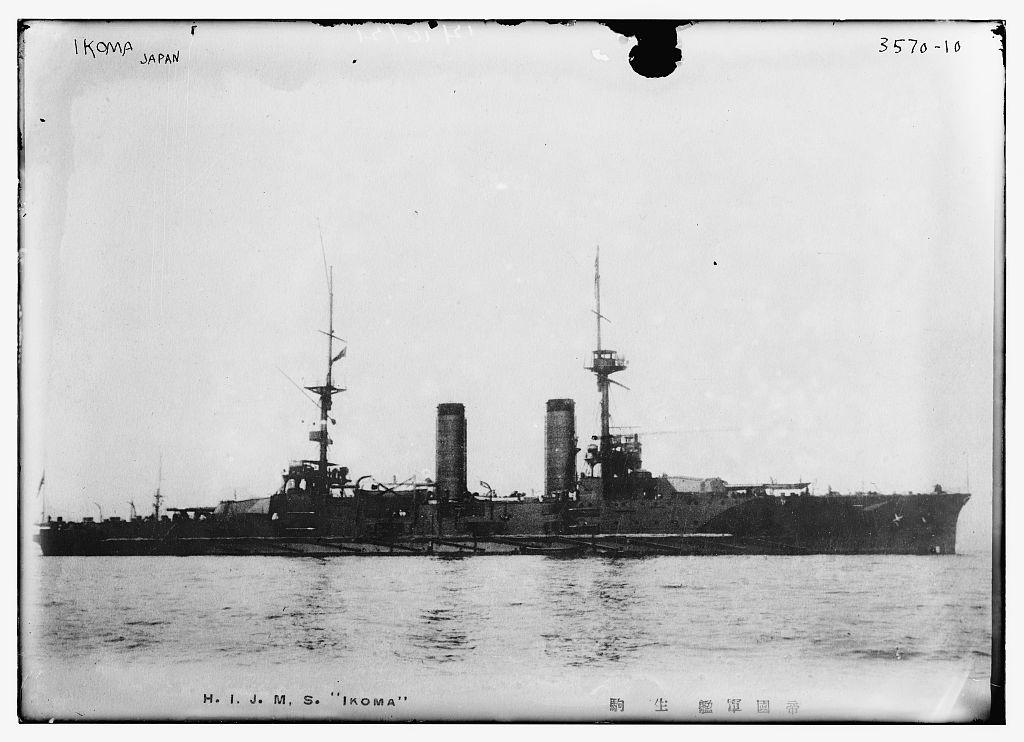
Schlachtkreuzer Ikoma

Um die Verdrängung niedrig und die Geschwindigkeit auf dem Niveau der früheren Panzerkreuzer zu halten, war die Panzerung in der Tsukuba-Klasse von der gleichen Dicke, allerdings in einem verbesserten Layout. Die Gürtelpanzer aus einer Speziallegierung von Krupp war zwischen den 30,5 cm Geschütztürmen 178 mm dick, zwischen dem Bug bzw. dem Heck und den Türmen war der Panzer 102 mm dick. Darüber befand sich eine 127 mm starke Panzerung, die sich zwischen den Barbetten befand und die 15,2-cm-Geschütze schützte. Die hinteren Enden des Hauptpanzergürtels waren durch 25-mm-Querschotte mit den Barbetten der Geschütztürme verbunden. Das Fehlen eines vorderen Schotts und die mangelnde Stärke des hinteren Schotts waren ernsthafte Schwächen beim Schutz der Schiffe. Die Frontseite der Hauptgeschütztürme war durch 244 mm starke Panzerplatten, die Seiten hatten eine Panzerung von 229 mm und das Dach war mit 38 mm gepanzert. Die Hauptbarbetten wurden durch 178 mm Panzerung geschützt. Die Dicke der gepanzerten Decks reichte von 38 mm an den Enden des Schiffes bis zu 51 mm in der Mitte. Die Seiten des vorderen Verbindungsturms waren 203 mm dick und hatten ein 76 mm starkes Dach. Die Seiten des Kommandoturms hatten eine Panzerung von 203 mm und ebenfalls ein mit 76 mm dickem Stahl gepanzertes Dach.

## Einheiten
| Name    | Namensursprung | Bauwerft         | Kiellegung      | Stapellauf        | Indienststellung |
| ------- | -------------- | ---------------- | --------------- | ----------------- | ---------------- |
| Tsukuba | Berg Tsukuba   | Marinewerft Kure | 14. Januar 1905 | 26. Dezember 1905 | 14. Januar 1907  |
| Ikoma   | Berg Ikoma     | Marinewerft Kure | 15. März 1905   | 9. April 1906     | 24. März 1908    |

## Bau und Dienstzeit
Die Marinewerft Yokosuka hatte die größte Erfahrung im Bau von Kriegsschiffen, aber die japanische Marine fürchtete ein Bombardement durch die 2. und die 3. russische Pazifikflotte, die sich zu der Zeit noch auf dem Weg von der Ostsee in den fernen Osten befand und entschied, die Tsukubas in der weniger exponierten Marinewerft Kure bauen zu lassen, obwohl dort die größte Erfahrung in der Reparatur und dem Umbau von Schiffen lag. Es bedeutete auf jeden Fall, dass Facharbeiter aus Yokosuka geholt werden mussten, um die Mitarbeiter in Kure in Bautechnik zu schulen. Die Tsukuba wurde auf Kiel gelegt, nachdem die neu konstruierte Slipanlage Nr. 3 im November 1904 fertiggestellt war, und die Ikoma folgte, als der Ausbau der Slipanlage Nr. 2 beendet war. Diese Schiffe waren mehr als dreimal so groß wie das größte Schiff, das jemals in Japan gebaut wurde, der 4.285 Tonnen große Kreuzer Hashidate. Dem Bau der Tsukuba wurde Priorität eingeräumt und sie wurde in der sehr respektablen Zeit von nur zwei Jahren fertiggestellt. Die Ikoma brauchte ein weiteres Jahr, um fertig zu werden, da das Ende des Krieges kurz nach ihrer Kiellegung den Druck verringerte, sie so schnell wie möglich fertigzustellen. Außerdem fehlten der Slipanlage anfangs jede Art von Kränen und Derrickkränen um schweres Material zu heben, bis elektrisch angetriebene Scherbein-Derricks aus Stahl improvisiert wurden. Der Bau beider Schiffe wurde durch die Schwierigkeit verzögert, genügend Stahlplatten und Nieten zu beschaffen, von denen große Mengen aus den Vereinigten Staaten importiert werden mussten.

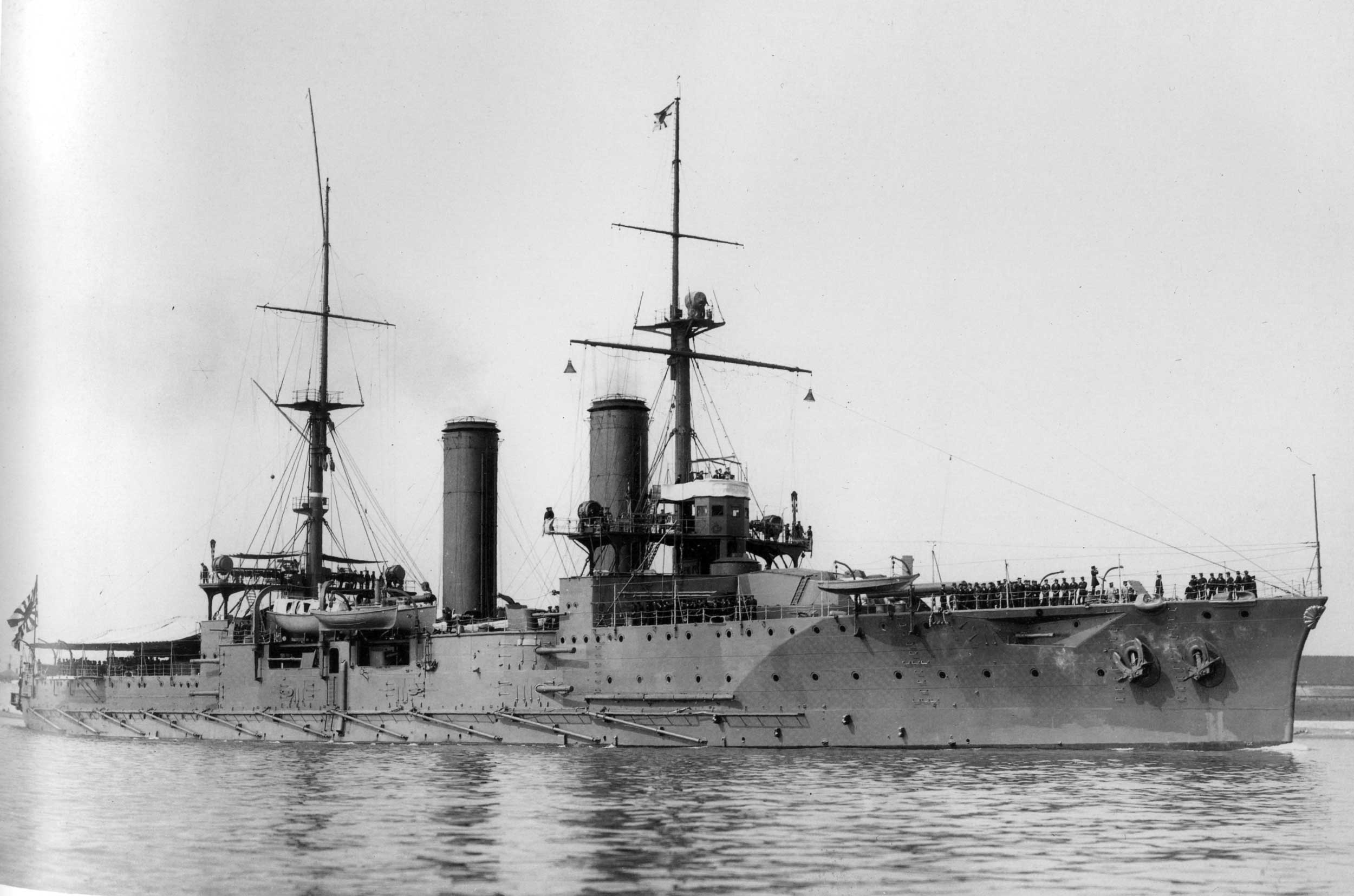
Tsukuba in langsamer Fahrt vor 1913

Möglicherweise aufgrund des Tempos, mit dem sie gebaut wurde, litt die Tsukuba Berichten zufolge unter zahlreichen Mängeln. Kurz nachdem sie fertiggestellt war, reiste das Schiff in die USA, wo sie an der 'Jamestown Ausstellungs Marineschau' im Mai und Juni 1907 teilnahm. Das Schiff fuhr dann nach Europa, wo es in den nächsten Monaten zahlreiche Hafenbesuche unternahm. Während die Tsukuba in Großbritannien war, wurde sie mit einem Feuerleitsystem von der Firma Vickers ausgerüstet, das die Zündungsdaten für jedes Geschütz berechnete und mit dem der Artillerieoffizier dann die Waffen abfeuerte.
Im Jahre 1912 wurden die Schiffe der Tsukuba-Klasse zu Schlachtkreuzern umklassifiziert. Von 1913 bis 1914 wurden die 15,2-cm-Geschütze des Hauptdecks entfernt und sechs auf dem Oberdeck neu installiert, wo sie vier 4,7-Zoll-Kanonen ersetzten. Kurz nach dem Beginn des Ersten Weltkriegs im August 1914 wurde die Tsukuba dem 1. Südseegeschwader zugeteilt, das bei den deutschen Kolonien im Zentralpazifik nach dem deutschen Ostasiengeschwader suchte. Am 7. Oktober besetzte ein Landekommando des Schiffes Ponape in den Karolinen. Ikoma schloss sich dem Geschwader im November an, kurz bevor es im Dezember nach Fidschi verlegt wurde. Im Jahre 1916 wurde die Tsukuba zu einem Artillerieschulschiff. 1917 wurden beide Schiffe der 2. Division zugeteilt. Am 14. Januar explodierte im Hafen von Yokusuka ein Magazin der Tsukuba, 305 Mann starben bei der Explosion und dem Untergang des Schiffes. Später wurde das Wrack geborgen und verschrottet.
Die Ikoma wurde 1918 an Stelle der Tsukuba zum Artillerieschulschiff. ihre Bewaffnung wurde im folgenden Jahr um zwei Typ 3 8-cm-Flugabwehrkanonen ergänzt. Sie wurde 1921 wieder zum Kreuzer umklassifiziert und 1922 entwaffnet, um den Bestimmungen des Washingtoner Flottenabkommen zu entsprechen und im November 1924 abgewrackt.